# Lola Merino
Montserrat Merino López (Barcelona, 28 de marzo de 1969), conocida artísticamente como Lola Merino, es una actriz española nacionalizada mexicana.

## Carrera
En 1986 inició su carrera como actriz en la serie televisiva española Segunda enseñanza. En 1988 emigró a México donde comenzó a trabajar para la cadena Televisa dando vida a la coprotagonista de la telenovela Pasión y poder. Un año más tarde participó en Mi segunda madre, junto a María Sorté, y ese mismo año participó en la telenovela  Simplemente María.
En 1990 obtuvo su primer rol protagónico en la telenovela  Cenizas y diamantes y así mismo hizo su debut en el cine con la película Buscando al culpable. En 1991 actuó en la telenovela La pícara soñadora. 
Merino después de estar alejada de la televisión por unos años, regresa en 1996 a las telenovelas interpretando a la coprotagonista de Tú y yo, al lado de Joan Sebastián y Maribel Guardia. En 1999 se integra a la cadena Tv Azteca donde actuó en la telenovela Marea brava. En 2000 interpreta a su primera villana en la producción La calle de las novias. Se aleja de la televisión por algunos años y reaparece en 2006 en la telenovela Montecristo. A principios de 2009, Lola regresa a Televisa para interpretar a una villana en la telenovela Verano de amor, ese mismo año actúa en Corazón salvaje, nuevamente interpretando a una villana. En 2011 realizó una participación especial en la telenovela Dos hogares. En 2012 realizó una actuación estelar en la telenovela Corona de lágrimas, en esta producción volvió a encontrarse con su compañero Ernesto Laguardia, con quien había protagonizado Cenizas y diamantes y con Maribel Guardia, que había interpretado a su madre en la telenovela Tú y yo
En 2013 dio vida a la villana "Marcela Zambrano" en la telenovela Por siempre mi amor, donde compartió créditos con Guy Ecker y Susana González. En 2016 fue contratada en la telenovela de Juan Osorio, Sueño de amor, donde dio vida a Viviana.
En 2017 regresa con un papel antagónico en Mi marido tiene familia, interpretando a Ana Romano Faisal, una mujer solitaria y enojada con la vida. 
La actriz mexicana, recordada por telenovelas como "Pasión y poder, cenizas y diamantes" y la primera temporada de "Corona de lágrimas", regresó después de meses sin actividad para participar en la segunda temporada de la serie protagonizada por Victoria Ruffo y Ernesto Laguardia, tras haber pasado por una histerectomía total.
En cirugía realizada en el año 2021, le retiraron completamente la matriz, lo cual le provocó un desbalance emocional que la afectó durante los tres primeros meses de grabación entre enero y marzo pasados.

## Trayectoria
| Año             | Título                  | Papel                                                 |
| --------------- | ----------------------- | ----------------------------------------------------- |
| 2017            | Mi marido tiene familia | Ana Romano Faisal de Córcega                          |
| 2016            | Sueño de amor           | Viviana Conde de De la Colina / Viviana Conde de Kuri |
| 2013-2014       | Por siempre mi amor     | Marcela Zambrano                                      |
| 2012, 2022-2023 | Corona de lágrimas      | Mercedes Cervantes de Ancira                          |
| 2011-2012       | Dos hogares             | Juana María                                           |
| 2009-2010       | Corazón salvaje         | Eloísa de Berrón                                      |
| 2009            | Verano de amor          | Sofía Duarte                                          |
| 2006-2007       | Montecristo             | Lisi Savoy                                            |
| 2000            | La calle de las novias  | Lissette                                              |
| 1999            | Marea brava             | Dominga                                               |
| 1996-1997       | Tú y yo                 | Alicia Santillana Díaz-Infante                        |
| 1991            | La pícara soñadora      | Mónica Rochild #2                                     |
| 1990-1991       | Cenizas y diamantes     | Celeste Ortiz                                         |
| 1989-1990       | Simplemente María       | Fernanda Amolinar Del Villar                          |
| 1989            | Mi segunda madre        | Margarita                                             |
| 1988            | Pasión y poder          | Ana Karen Montenegro Guerra                           |

## Premios y nominaciones

### Premios TvyNovelas
| Año  | Categoría                 | Telenovela              | Resultado |
| ---- | ------------------------- | ----------------------- | --------- |
| 2018 | Mejor villana             | Mi marido tiene familia | Nominada  |
| 1991 | Mejor actriz joven        | Cenizas y diamantes     | Nominada  |
| 1989 | Mejor revelación femenina | Pasión y poder          | Nominada  |